# Cantó de Garlin
El cantó de Garlin és un cantó del departament francès dels Pirineus Atlàntics, a la regió d'Aquitània. Està enquadrat al districte de Pau i té 19 municipis.

## Municipis
- Aubons
- Aidia
- Valirac e Maumosson
- Buelh, Buelhòu e Lasque
- Buròssa e Mendossa
- Castèthpugor
- Conchès
- Diussa
- Garlin
- Mascarans e Haron
- Montclar
- Lo Mont e Dissa
- Mohós
- Portèth
- Rivarroi
- Sent Joan Potge
- Tadossa e Aussau
- Taron, Sadirac e Vièlanava
- Lo Vialèr

## Història
El 1790, Conchez va ser el centre d'un canton compost per les comunes d'Arricau, Arrosés, Aubous, Aurions, Aydie, Burosse-Mendousse, Cadilhon, Croselhas, Diusse, La Sèrra, Mont, Portet, Saint-Jean-Poudge, Tadousse-Ussau i Vialer, i depenent del districe de Pau. Per altra banda, Garlin era el centre d'un cantó que comprenia les comunes de Baliracq-Maumusson, Boueilh-Boueilho-Lasque, Castetpugon, Garlin, Mascaraàs-Haron, Moncla, Mouhous, Pouliacq, Ribarrouy i Taron-Sadirac-Viellenave.
| Data d'elecció                               | Nom             | Partit | Qualitat |
| -------------------------------------------- | --------------- | ------ | -------- |
| 1964                                         | Henri Sibor     |        |          |
| 1970                                         | Henri Sibor     |        |          |
| 1976                                         | Henri Sibor     |        |          |
| 1982                                         | Henri Tonnet    |        |          |
| 1988                                         | Henri Tonnet    |        |          |
| 1994                                         | Henri Tonnet    |        |          |
| 2001                                         | Charles Pélanne |        |          |
| 2008                                         | Charles Pélanne | DVD    |          |
| Les dades anteriors a 1964 no són conegudes. |                 |        |          |
|                                              |                 |        |          |